# 吉布斯紀念郵票

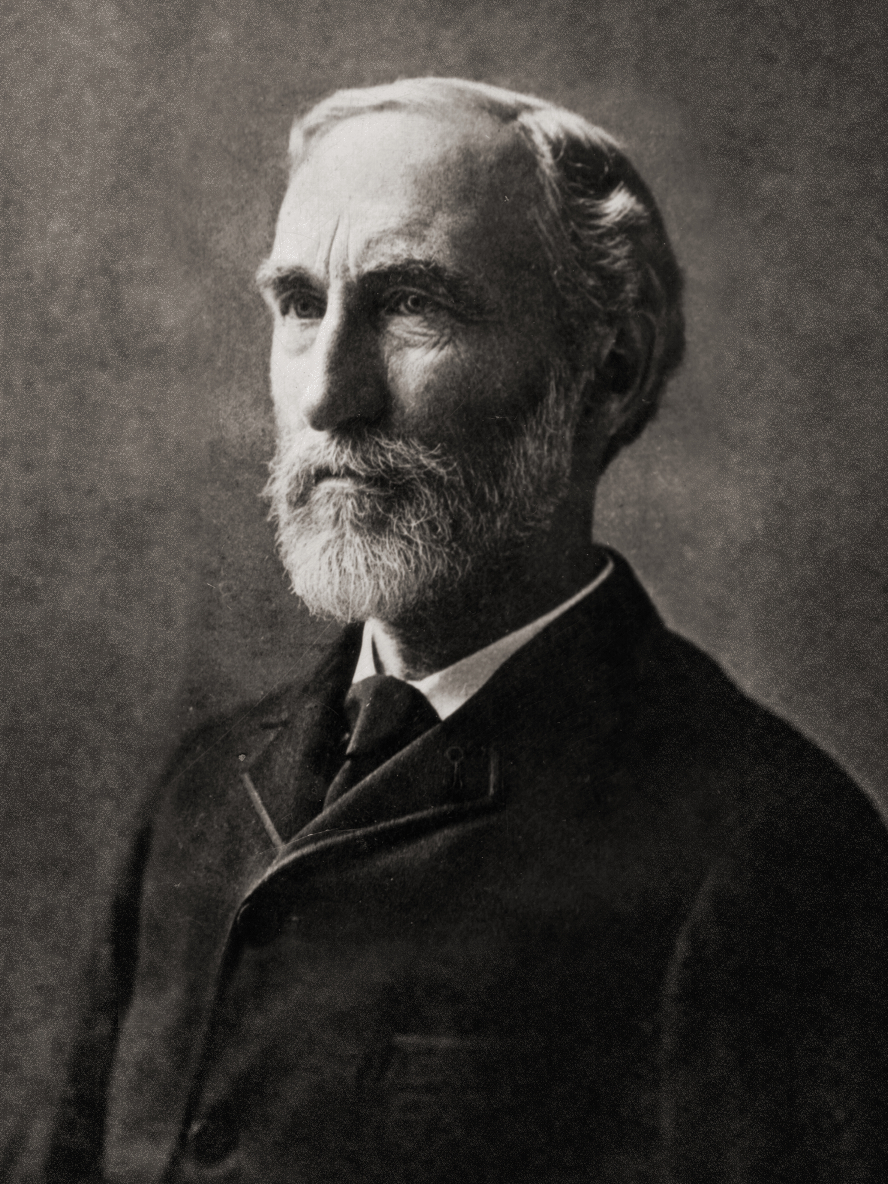
約西亞·吉布斯

約西亞·吉布斯是一位美国數學物理學家。他在物理学、化学以及数学领域都做出了重大的理论贡献。吉布斯紀念郵票指的是專門為了紀念他而印行的郵票。
2005年，美国邮政署发行了一套由维克多·斯塔宾设计的纪念美国科学家的邮票。这套邮票分别描绘了吉布斯，约翰·冯·诺伊曼，芭芭拉·麦克林托克和理查德·费曼。5月4日，这套邮票的首日封发行仪式在耶鲁大学的卢斯会堂举行。美国总统科学顾问约翰·马伯格及耶鲁大学校长理查德·莱文出席了这个仪式。获此殊荣的科学家家属也出席了这个仪式，包括吉布斯的远房堂亲，物理学家约翰·吉布斯。
愛荷華州立大學工程学教授肯尼思·乔尔斯（Kenneth R. Jolls），他是一位热力学图解法方面专家，他参与协助吉布斯纪念邮票的设计。在邮票中，吉布斯被称为一名热力学家，并配以1875年出版的詹姆斯·馬克士威的著作《热学》第四版中的一幅插图。这幅插图描绘了水的吉布斯等温面。:57在吉布斯的衣领上，利用微缩印刷技术，印有他描述物质能量随着熵及其他状态量变化的方程式:7。